# Storena flavopicta
Storena flavopicta là một loài nhện trong họ Zodariidae.
Loài này thuộc chi Storena. Storena flavopicta được Eugène Simon miêu tả năm 1876.